# Lophanthus schtschurowskianus
Lophanthus schtschurowskianus là một loài thực vật có hoa trong họ Hoa môi. Loài này được (Regel) Lipsky mô tả khoa học đầu tiên năm 1900.